# 15397 Ksoari
15397 Ksoari è un asteroide della fascia principale. Scoperto nel 1997, presenta un'orbita caratterizzata da un semiasse maggiore pari a 2,6325303 UA e da un'eccentricità di 0,0522489, inclinata di 2,76374° rispetto all'eclittica.